# Coordonnées Andries
Pour les articles homonymes, voir Andries.
Les Coordonnées Andries, ou Coordonnées colombophiles est un système inventé par le géomètre-expert immobilier belge Andries. 
Dans les concours colombophiles, on détermine le trajet effectué par le pigeon sur la base de la distance entre son point de lâché et le pigeonnier de son propriétaire,.
Pour ce faire, chaque participant doit fournir à la fédération un certificat dressé par un géomètre-expert reprenant les coordonnées de son pigeonnier.
Le système de coordonnées Andies est basé sur une projection de Bonne sur l'ellipsoïde de Delhambre. Le point d'origine est défini de telle façon que l'on ait toujours des coordonnées positives pour la Belgique, la France et l'Espagne ou ces coordonnées sont applicables.
Ces coordonnées se calculent par simple translation au départ des cartes militaires (en Lambert 50 établies par l'IGM (Institut de géographie militaire) sur la base de l'ellipsoïde de Delhambre. 
Comme ces cartes ne sont plus publiées, on localise maintenant les pigeonniers sur des cartes IGN en coordonnées Lambert 72/50 (projection conforme de Lambert établie par l'ellipsoïde de Hayford) auxquelles on ajoute une correction déterminée en fonction du lieu par la formule de Motten.
Un géomètre-expert belge a publié un logiciel, maintenant libre, qui permet de calculer ces coordonnées.
Actuellement, vu la difficulté de trouver des géomètres-experts sachant encore calculer ces coordonnées, les fédérations autorisent l'usage des coordonnées WGS.